# Widzino
Widzino (deutsch Veddin) ist ein Dorf im Nordwesten der polnischen Woiwodschaft Pommern und gehört zur Stadt-und-Land-Gemeinde Kobylnica (Kublitz) im Kreis Słupsk (Stolp).

## Geographische Lage und Verkehrsanbindung
Widzino liegt in Hinterpommern, fünf Kilometer südwestlich der Kreisstadt Słupsk am früher so genannten Kamenz-Bach und ist von der polnischen Landesstraße 21 (ehemalige deutsche Reichsstraße 125) Słupsk–Miastko (Rummelsburg) über den  Abzweig Kobylnica zu erreichen. Das Dorf ist Bahnstation an der Staatsbahnstrecke Nr. 405 Piła (Schneidemühl) – Ustka (Stolpmünde).
Nachbarorte von Widzino sind: im Westen Reblino (Reblin), im Norden Bolesławice (Ulrichsfelde), im Osten Kobylnica und im Süden Słonowice (Groß Schlönwitz).

## Geschichte
Widzino, seiner Form nach ein Zeilendorf, ist eines der ältesten urkundlich bekannten Dörfer des Stolper Landes. Im Jahre 1281 schenkte Herzog Mestwin II. von Pommerellen das Dorf – damals Vidino genannt – dem Kloster Belbuck als Ausstattung für das Nonnenkloster der Prämonstratenser in Stolp. 
Während der Reformation nahm 1522 Herzog Bogislaw X. von Pommern die Güter des Klosters in seine Verwaltung. Veddin unterstand dann bis 1810 dem Amt Stolp.
Im Jahre 1784 hatte Veddin mit dem Schulzen zehn Bauern, zwei Kossäten, fünf Büdner (darunter einen Schmied) und einen Schulmeister bei insgesamt 21 Feuerstellen. 1853 kaufte es Friedrich Rieck, und in seiner Familie blieb das zuletzt 232 Hektar große Rittergut bis zur Aufsiedlung in den 1930er-Jahren.
Am 17. Mai 1939 lebten in Veddin 593 Einwohner in 137 Haushaltungen. Das Dorf gehörte mit Adlig Kublitz (Kobylniczka), (Königlich) Kublitz (Kobylnica), Lossin (Łosino) und Sanskow (Zajączkowo) zum Amtsbezirk Lossin im Landkreis Stolp im Regierungsbezirk Köslin der preußischen Provinz Pommern. Auch das zuständige Standesamt hatte seinen Sitz in Lossin. Der Amtsgerichtsbereich war Stolp. Die Gemeindefläche war 985 Hektar groß. Veddin war der einzige Wohnorte der Gemeinde. Der letzte Veddiner Bürgermeister war Franz Albrecht.
Gegen Ende des Zweiten Weltkriegs besetzte am 7. März 1945 die Rote Armee das Dorf. Die Dorfbewohner hatten ihren Ort auf den durch Flüchtlingstrecks völlig verstopften Landstraßen vorher nicht mehr verlassen können. Der Gutsbetrieb wurde russische Kolchose. Veddin wurde an Polen übergeben und in Widzino umbenannt. Am 14. und 15. Dezember 1945 holte polnische Miliz die Bauern morgens um 6 Uhr unvorbereitet ab und trieb sie im Gasthof des Dorfs zusammen. Niemand durfte etwas mitnehmen. Vom Gasthof aus mussten die Bauern zum Güterbahnhof in Stolp marschieren. Kranke und Alte wurden auf Wagen dorthin geschafft. Vom Güterbahnhof aus wurden die Dorfbewohner dann in Viehwaggons in Richtung Westen deportiert.
Später wurden in der BRD 291 und in der DDR 141 aus Veddin vertriebene Dorfbewohner ermittelt.
Widzino gehört heute zur Gmina Kobylnica im Powiat Słupski der Woiwodschaft Pommern (bis 1998 Woiwodschaft Stolp). Hier leben heute 535 Einwohner.

## Kirche
Vor 1945 waren die Dorfbewohner alle evangelisch. Veddin gehörte zur Kirchengemeinde Kublitz (Kobylnica) und damit zum Kirchspiel der St.-Johannis- und Schlosskirche Stolp. Es lag im Kirchenkreis Stolp-Stadt in der Kirchenprovinz Pommern der Kirche der Altpreußischen Union. Letzter deutscher Geistlicher war Pfarrer Friedrich Pieper.
Seit 1945 sind die Einwohner von Widzino überwiegend römisch-katholisch. Der Ort gehört weiterhin kirchlich nach Kobylnica, wo die – jetzt katholische – Pfarrei ihren Sitz hat. Sie liegt im Dekanat Słupsk Zachod (Stolp-West) im Bistum Köslin-Kolberg der Katholischen Kirche in Polen. Evangelische Kirchenglieder gehören heute zum Kirchspiel der  Kreuzkirche in Słupsk in der Diözese Pommern-Großpolen der Evangelisch-Augsburgischen Kirche in Polen.

## Schule
Die Volksschule in Veddin war vor 1945 dreiklassig. Hier unterrichteten damals zwei Lehrkräfte 89 Kinder. Die letzten deutschen Lehrer waren Karl Syring und Ernst Henke.